# Суийт Хоум (град, Орегон)
Суийт Хоум (на английски: Sweet Home) е град в окръг Лин, щата Орегон, САЩ. Суийт Хоум е с население от 8016 жители (2000) и обща площ от 14,9 km². Намира се на 163,7 m надморска височина. ЗИП кодът му е 97386, а телефонният му код е 541.